# Шифрин, Кусиэль Соломонович
Кусиэль (Кусиель) Соломонович (Шлёмович) Шифрин (26 июля 1918, Мстиславль Могилёвской области— 2 июня 2011, Олбани, Орегон, США) — советский и американский физик, геофизик. Доктор физико-математических наук, профессор. Один из создателей теории полупроводниковой техники, основоположник радиотеплолокации, глава широко известной в мире научной школы оптики атмосферы и океана. Брат Я. С. Шифрина

## Биография
Родился в семье владельца небольшой бакалейной лавки Соломона Нисановича Шифрина. В 1935 году окончил рабфак при Ленинградском государственном университете (ЛГУ), в 1940 году закончил одновременно физический и механико-математический факультеты ЛГУ и был принят в аспирантуру Ленинградского Физико-технического института (ученик Я. И. Френкеля). В годы Великой Отечественной войны участвовал в прикладных разработках оборонного характера. В период 1942—1943 годов по программе учёбы в аспирантуре выполнил две научно-исследовательские работы: «Строгая теория скачка электропроводности ферромагнетиков вблизи точки Кюри» и «К теории электрических свойств сильно проводящих полупроводников». Вторая из этих работ послужила основой его кандидатской диссертации, защищенной в апреле 1943 года. По-настоящему значимость этой работы была оценена лишь в послевоенное время в связи широким развитием полупроводниковой техники на базе хорошо проводящих полупроводников. Выяснилось, что именно теория К. С. Шифрина правильно объясняет практически важные свойства таких полупроводников. Более того, многие из предсказанных им эффектов были действительно обнаружены при тщательном исследовании электрических свойств полупроводников. С 1943 года служил в Военно-воздушной академии им. А. Ф. Можайского, позже преподавал физику в Казанском авиационном институте. С 1946 по 1969 год работал в отделе прикладной метеорологии Главной геофизической обсерватории им. А. И. Воейкова, где позднее заведовал лабораторией радиационных процессов в атмосфере. Провёл теоретические исследования прямых и обратных задач рассеяния электромагнитных волн частицами. Результаты решения прямых задач изложены в монографии «Рассеяние света в мутной среде», ставшей основой его докторской диссертации, защищённой в 1951 году в Государственном оптическом институте. Особое внимание К. С. Шифрин уделил разработке теории обратных задач рассеяния света. Предложил четыре метода решения обратных задач: метод обращения малоугловой индикатрисы рассеяния (1949), метод спектральной прозрачности (1960), метод полной индикатрисы рассеяния (1963) и метод флуктуаций (1970-е годы). Подробно теория обратных задач изложена в монографии «Введение в оптику океана». В сфере его научных интересов были также различные вопросы атмосферной оптики, радиолокационная метеорология, теория яркости и видимости на наклонных трассах, атмосферное электричество и ряд других вопросов. Автор метода пассивной радиотеплолокации (работы 1962—1967 годах). В соавторстве с И. Л. Зельмановичем и И. Н. Салганик опубликовал пятитомные «Таблицы по светорассеянию» (1968—1977).
С 1969 года — заведующий лабораторией оптики океана в Ленинградском отделении Института океанологии АН СССР. Проводил исследования оптики океана и атмосферы, в том числе поглощения и рассеяния света в морской воде. Неоднократно принимал участие в научных экспедициях, результаты которых изложены в сборнике «Гидрофизические и гидрооптические исследования в Атлантическом и Тихом океанах» (М.: Наука, 1974.). В 1973 году организовал и возглавил Рабочую группу по оптике океана при Комиссии по проблемам Мирового океана АН СССР. Рабочая группа провела 11 пленумов и выпустила под редакцией К. С. Шифрина 7 сборников трудов.
С 1992 года и до ухода на пенсию в 2003 году жил и работал в США, был профессором Колледжа Морских исследований при Орегонском университете (г. Корваллис). 
Разработал методику изучения атмосферы и океана приборами, установленными на искусственных спутниках Земли. Занимался изучением дифракции коротких и сверхкоротких импульсов на аэрозолях в приповерхностных слоях океана.

## Научные труды
Автор свыше 400 научных работ, в том числе 2 монографий, соавтор 8 монографий, редактор более 20 изданий книг и сборников статей. В течение 20 лет был членом редакционной коллегии журнала «Известия АН СССР», серия «Физика атмосферы и океана».
- Шифрин К. С. Рассеяние света в мутной среде. — М.-Л.: Гос. из-во техн.-теор. лит-ры, 1951. — 288 с. — 4000 экз.
- Шифрин К. С. Введение в оптику океана. — Л.: «Гидрометеоиздат», 1983. — 278 с. — 1160 экз.